# Nemopteridae
De Nemopteridae zijn een familie uit de orde van de netvleugeligen (Neuroptera). Karakteristiek voor deze familie zijn de langgerekte staartachtige ondervleugels, die soms een lepelvormig uiteinde hebben. Voorvleugellengtes lopen uiteen van 7 tot 35 millimeter, achtervleugels halen 19 tot 90 millimeter.

## Europese soorten
- Josandreva sazi Navás, 1906
- Lertha ledereri (Selys-Longchamps, 1866)
- Lertha sofiae Monserrat, 1988
- Nemoptera bipennis (Illiger, 1812)
- Nemoptera coa (Linnaeus, 1758)
- Nemoptera sinuata Olivier, 1811
- Pterocroce capillaris (Klug, 1836)